# Plastic Surgery Disasters
Plastic Surgery Disasters —en español: Desastres de la cirugía plástica— es el segundo álbum de la banda estadounidense Dead Kennedys, publicado por Alernative Tentacles en 1982.
La imagen que ilustra la portada ("Hands") pertenece al fotógrafo Michael Wells.
Fue reeditado en CD con los temas del EP In God We Trust, Inc. como bonus tracks.

## Lista de temas
- Autor Jello Biafra, salvo los indicados.

Cara A
1. "Government Flu" – 3:01
2. "Terminal Preppie" – 1:30
3. "Trust Your Mechanic" – 2:55
4. "Well Paid Scientist" – 2:21
5. "Buzzbomb" (East Bay Ray, Jello Biafra) – 2:21
6. "Forest Fire" – 2:22
7. "Halloween" (East Bay Ray, Jello Biafra) – 3:35
8. "Winnebago Warrior" – 2:09

Cara B
1. "Riot" (Dead Kennedys) – 5:57
2. "Bleed for Me" (Dead Kennedys) – 3:24
3. "I Am the Owl" (Dead Kennedys) – 4:51
4. "Dead End" (East Bay Ray) – 3:56
5. "Moon Over Marin" (East Bay Ray, Jello Biafra) – 4:29

## Personal
- Jello Biafra – voz, portada (concepto)
- East Bay Ray – guitarra
- Klaus Flouride – bajo, coros, clarinete
- D.H. Peligro – batería

Con
- Dave Barrett – saxo
- Bruce Askley – saxo
- Ninotchka – coros
- Melissa Webber – coros
- Geza X – coros
- Mark Wallner – coros
- John Cuniberti – coros

Personal técnico
- Thom Wilson – productor
- Norm – mezclas
- Oliver Dicicco – ingeniero
- Winston Smith – portada